# 圣茹瓦尔
圣茹瓦尔（法語：Saint-Jeoire，法語發音：[sɛ̃ ʒwaʁ]）是法国上萨瓦省的一个市镇，属于博讷维尔区。

## 地理
圣茹瓦尔（46°8'18"N, 6°27'34"E）面积22.75 平方千米，位于法国奥弗涅-罗讷-阿尔卑斯大区上萨瓦省，该省份为法国东部省份，历史上为薩伏依的一部分，北与瑞士接壤，西接安省，南至萨瓦省，东与瑞士和意大利接壤。
与圣茹瓦尔接壤的市镇（或旧市镇、城区）包括：艾斯、博热沃、马里尼耶、米约西、奥尼永、圣让德托洛姆、拉图尔、维于昂萨拉。

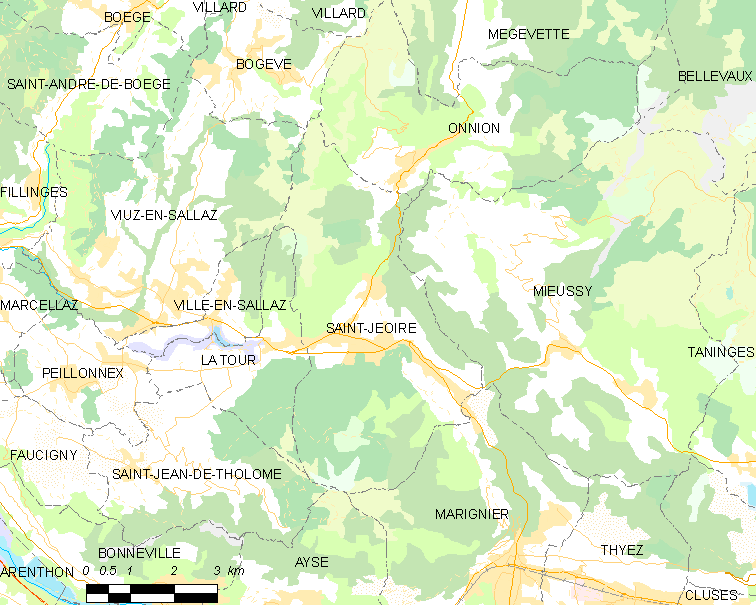
圣茹瓦尔的OSM定位图

圣茹瓦尔的时区为UTC+01:00、UTC+02:00（夏令时）。

## 行政
圣茹瓦尔的邮政编码为74490，INSEE市镇编码为74241。

## 政治
圣茹瓦尔所属的省级选区为博讷维尔县。

## 人口

1962-2008年间圣茹瓦尔人口变化图示

圣茹瓦尔于2022年1月1日时的人口数量为3423人。